# Subud
Subud é um movimento espiritual, não é uma religião, ou uma seita de qualquer religião, nem um ensinamento. O nome «Subud» advém da contracção de três termos hindus, que exprimem a sua essência: Suzila, Budhi e Dharma; o que isto significa é que os membros da fraternidade «Subud» aspiram a ter um comportamento digno das qualidades humanas (Suzila), comportamento esse que é possível quando apreendemos a presença do espírito em nós (Budhi), ao qual nos entregamos com submissão e paciência, disponíveis para seguir a sua guia (Dharma). O  fundador do «Subud» foi Muhammad Subuh Sumohadiwidjojo, que nasceu em Java, na Indonésia, em 1901. Na sua auto-biografia, Muhammad Subuh descreve a sua vida e experiência espiritual e, em especial, o que sucedeu quando completou 33 anos de idade e, estando convencido que ia morrer, recebeu, afinal, uma dádiva de Deus Todo-Poderoso. Mais tarde, constatou que esta benção ou «contacto» se transmitia ou manifestava em todos aqueles que expressavam o seu desejo sincero de a receber. Assim, ao transmitir este contacto a outras pessoas, nasce esta fraternidade na Indonésia, que se espalha depois por todo o mundo. 
No «Subud» cada um adora a Deus segundo a sua própria natureza, ou seja, cada um recebe de acordo com as suas necessidades e capacidades. Por isso, o «Subud» tem membros de todas as religiões, já que a benção que cada um recebe está em conformidade com a religião que cada um pratica, ou deve praticar. O exercício espiritual do «Subud» consiste, então, apenas em assumir um estado de submissão e entrega ao Único Deus. O exercício é designado, normalmente, por «latihan kedjiwaan», expressão indonésia que significa, exactamente, exercício espiritual.
Dessa entrega e submissão a Deus, praticada no «latihan», nascem as experiências pessoais e próprias a cada um; o «latihan» pode manifestar-se por movimentos corporais, emoções, sentimentos, etc... e, normalmente, é praticado duas a três vezes por semana, durante meia hora, sendo o «latihan» de homens separado do «latihan» das mulheres. 
No entanto, o membro da Fraternidade Subud não aspira a "experiências", nem reduz a sua actividade espiritual ao «latihan» que pratica semanalmente; de facto, a guia recebida estende-se a todos os  aspectos da sua vida quotidiana, abrange as coisas mais simples e as mais extraordinárias. Por exemplo, o membro Subud espera poder conhecer os seus verdadeiros talentos e poder usá-los no seu trabalho, de forma a garantir a sua autonomia económica e, ao mesmo tempo, desempenhar um papel útil e benéfico na comunidade ou na sociedade em que vive. 
O «Subud» não faz publicidade ou qualquer promoção das suas actividades; se a evidência dessas actividades, e do comportamento dos seus membros, mostrar os benefícios da prática do «latihan», certamente serão dispensáveis os elogios ou a publicidade. Por outro lado, se é da vontade de Deus que alguém seja membro Subud, certamente que esse alguém encontrará o caminho para aí chegar.  
O «Subud» está organizado numa associação mundial (WSA - World Subud Association), de que são membros as associações nacionais. A fraternidade fundou também uma ONG (SDI - Suzila Dharma International), hoje reconhecida pela ONU em Geneva, que promove e apoia diversos projectos de beneficência em vários países. As actividades culturais são promovidas e apoiadas pela SICA (Subud International Cultural Association).
Links: 
www.subud.com 
www.subud.org/
www.subudvoice.net/
www.subudlibrary.net/